# Epiphragma (Eupolyphragma) bakeri
Epiphragma (Eupolyphragma) bakeri is een tweevleugelige uit de familie steltmuggen (Limoniidae). De soort komt voor in het Oriëntaals gebied.